# Championnats des États-Unis d'athlétisme 2013
Navigation
Championnats 2012 Championnats 2014
Les Championnats des États-Unis d'athlétisme 2013 ont lieu du 20 au 23 juin 2013 au Drake Stadium de Des Moines, dans l'Iowa. La compétition, sur piste et en plein air, détermine les champions d'athlétisme séniors et juniors des États-Unis, et fait également office de sélection pour les championnats du monde 2013 de Moscou.

## Enjeux
La compétition consacre les meilleurs athlètes américains sur piste extérieure, mais sert également de sélection pour les Championnats du monde 2013 se déroulant du 10 au 18 août 2013 à Moscou, en Russie. Les trois meilleurs athlètes de chaque épreuve se qualifient pour les mondiaux à condition de réaliser les minima A de qualification imposés par l'IAAF. Plusieurs athlètes américains, dont la plupart participent à ces championnats nationaux, sont qualifiés d'office pour les championnats du monde en bénéficiant d'une wild card de la part des organisateurs du fait de leur statut de tenant du titre. Il s'agît chez les hommes de Jason Richardson (110 m haies), Jesse Williams (saut en hauteur), Dwight Phillips (saut en longueur), Christian Taylor (triple saut), Trey Hardee (décathlon), et chez les femmes de Carmelita Jeter (100 m), Jennifer Barringer (1 500 m), Lashinda Demus (400 m haies) et Brittney Reese (saut en longueur). Par ailleurs, en l'absence d'un champion du monde en titre américain, les vainqueurs de chaque épreuve de la Ligue de diamant 2012 bénéficient également d'une invitation pour les mondiaux 2013. Sont concernés : Reese Hoffa (lancer du poids), Charonda Williams (200 m), Dawn Harper (100 m haies) et Chaunté Lowe (saut en hauteur).
Michael Rodgers qui termine 4e du 100 mètres (9 s 98) est finalement sélectionné pour les championnats du monde à la suite du renoncement de Tyson Gay, convaincu de dopage entre-temps. Wallace Spearmon qui finit 4e du 200 mètres (20 s 10) est aussi sélectionné pour les mêmes raisons.

## Programme
Quarante épreuves senior figurent au programme de ces championnats 2013 (20 masculines et 20 féminines). Des épreuves juniors et vétérans se disputent également lors de cette compétition.
| Finales | 20 juin                                | 21 juin                                                   | 22 juin | 23 juin |
| ------- | -------------------------------------- | --------------------------------------------------------- | --- | --- |
| Hommes  | Triple saut 10 000 m                   | Lancer du marteau Saut à la perche Lancer du disque 100 m | Décathlon 400 m haies 400 m 1 500 m                                                                                          | 20 000 m marche Saut en hauteur Lancer du javelot Lancer du poids Saut en longueur 800 m 3 000 m steeple 200 m 5 000 m 110 m haies |
| Femmes  | Triple saut Lancer du javelot 10 000 m | Heptathlon 100 m                                          | 20 000 m marche Lancer du poids Saut en hauteur Saut en longueur Lancer du marteau 3 000 m steeple 1 500 m 400 m 100 m haies | Saut à la perche Lancer du disque 800 m 5 000 m 400 m haies 200 m                                                                  |

## Résultats

### Hommes
| Event                        | Or                                | Argent                              | Bronze                              |
| ---------------------------- | --------------------------------- | ----------------------------------- | ----------------------------------- |
| 100 m Vent : +1,1 m/s        | Tyson Gay 9 s 75 (DQ)             | Justin Gatlin 9 s 89                | Charles Silmon 9 s 98               |
| 200 m Vent : + 1,6 m/s       | Tyson Gay 19 s 74 (DQ)            | Isiah Young 19 s 86                 | Curtis Mitchell 19 s 99             |
| 400 m                        | LaShawn Merritt 44 s 21           | Tony McQuay 44 s 74                 | Arman Hall 45 s 01                  |
| 800 m                        | Duane Solomon 1 min 43 s 27       | Nicholas Symmonds 1 min 43 s 70     | Brandon Johnson 1 min 43 s 97       |
| 1 500 m                      | Matthew Centrowitz 3 min 45 s 17  | Leonel Manzano 3 min 45 s 35        | Lopez Lomong 3 min 45 s 69          |
| 5 000 m                      | Bernard Lagat 14 min 54 s 16      | Galen Rupp 14 min 54 s 91           | Ryan Hall 14 min 55 s 16            |
| 10 000 m                     | Galen Rupp 28 min 47 s 32         | Dathan Ritzenhein 28 min 49 s 66    | Chris Derrick 28 min 52 s 25        |
| 3 000 m steeple              | Evan Jager 8 min 20 s 67          | Daniel Huling 8 min 22 s 62         | De'Sean Turner 8 min 25 s 56        |
| 20 000 m marche              | Tim Seaman 1 h 30 min 13 s 06     | John Nunn 1 h 31 min 1 s 64         | Patrick Stroupe 1 h 31 min 8 s 73   |
| 110 m haies Vent : + 1,4 m/s | Ryan Wilson 13 s 08               | David Oliver 13 s 11                | Aries Merritt 13 s 23               |
| 400 m haies                  | Michael Tinsley 47 s 96           | Kerron Clement 48 s 06              | Bershawn Jackson 48 s 09            |
| Saut en hauteur              | Erik Kynard 2,28 m                | Dustin Jonas 2,28 m                 | Ronnie Black 2,25 m                 |
| Saut à la perche             | Brad Walker 5,65 m                | Jeremy Scott 5,65 m                 | Jack Whitt 5,60 m                   |
| Saut en longueur             | George Kitchens 8,23 m (+2,8 m/s) | Jeffrey Henderson 8,22 m (+2,0 m/s) | Michael Hartfield 8,13 m (+1,3 m/s) |
| Triple saut                  | Omar Craddock 17,15 m (+2,2 m/s)  | Will Claye 17,04 m (+2,5 m/s)       | Ryan Grinnell 17,02 m (+4,2 m/s)    |
| Poids                        | Ryan Whiting 22,11 m              | Reese Hoffa 21,34 m                 | Zack Lloyd 21,09 m                  |
| Disque                       | Lance Brooks 62,29 m              | Russ Winger 62,03 m                 | James Plummer 61,96 m               |
| Marteau                      | A. G. Kruger 75,52 m              | Chris Cralle 74,55 m                | Andrew Loftin 73,63 m               |
| Javelot                      | Riley Dolezal 83,50 m             | Sam Humphreys 83,14 m               | Sean Furey 77,36 m                  |
| Décathlon                    | Ashton Eaton 8 291 pts            | Gunnar Nixon 8 198 pts              | Jeremy Taiwo 7 925 pts              |

### Femmes
| Event                       | Or                                 | Argent                         | Bronze                              |
| --------------------------- | ---------------------------------- | ------------------------------ | ----------------------------------- |
| 100 m Vent : +1,8 m/s       | English Gardner 10 s 85            | Octavious Freeman 10 s 87      | Alexandria Anderson 10 s 91         |
| 200 m Vent : + 3,2 m/s      | Kimberlyn Duncan 21 s 80           | Allyson Felix 21 s 85          | Jeneba Tarmoh 22 s 15               |
| 400 m                       | Natasha Hastings 49 s 94           | Francena McCorory 50 s 01      | Ashley Spencer 50 s 58              |
| 800 m                       | Alysia Montaño 1 min 58 s 67       | Brenda Martinez 1 min 58 s 78  | Ajee Wilson 1 min 59 s 55           |
| 1 500 m                     | Treniere Moser 4 min 28 s 62       | Mary Cain 4 min 28 s 76        | Cory McGee 4 min 29 s 70            |
| 5 000 m                     | Jennifer Simpson 15 min 33 s 77    | Molly Huddle 15 min 35 s 45    | Shannon Rowbury 15 min 37 s 27      |
| 10 000 m                    | Shalane Flanagan 31 min 43 s 20    | Jordan Hasay 32 min 17 s 34    | Tara Erdmann 32 min 24 s 16         |
| 3 000 m steeple             | Nicole Bush 9 min 44 s 53          | Ashley Higginson 9 min 46 s 25 | Shalaya Kipp 9 min 46 s 83          |
| 20 000 m marche             | Maria Michta 1 h 37 min 34 s 46    | Erin Gray 1 h 39 min 19 s 80   | Miranda Melville 1 h 40 min 38 s 14 |
| 100 m haies Vent : +1,2 m/s | Brianna Rollins 12 s 26 (AR)       | Queen Harrison 12 s 43         | Nia Ali 12 s 48                     |
| 400 m haies                 | Dalilah Muhammad 53 s 83           | Georganne Moline 53 s 88       | Christine Spence 54 s 56            |
| Saut en hauteur             | Brigetta Barrett 2,04 m            | Inika Mcpherson 1,92 m         | Maya Pressley 1,89 m                |
| Saut à la perche            | Jennifer Suhr 4,70 m               | Kylie Hutson 4,60 m            | Becky Holliday 4,55 m               |
| Saut en longueur            | Janay DeLoach 6,89 m (+2,2 m/s)    | Tori Polk 6,80 m (+3,9 m/s)    | Funmi Jimoh 6,71 m (+5,2 m/s)       |
| Triple saut                 | Andrea Geubelle 14,03 m (+3,4 m/s) | Toni Smith 13,93 m (+2,4 m/s)  | Amanda Smock 13,77 m (+2,7 m/s)     |
| Poids                       | Michelle Carter 20,24 m (AR)       | Tia Brooks 18,83 m             | Alyssa Hasslen 18,10 m              |
| Disque                      | Gia Lewis-Smallwood 65,13 m        | Whitney Ashley 61,19 m         | Elizabeth Podominick 60,69 m        |
| Marteau                     | Amanda Bingson 75,73 m (AR)        | Jeneva McCall 74,00 m          | Amber Campbell 73,03 m              |
| Javelot                     | Brittany Borman 60,91 m            | Ariana Ince 56,66 m            | Kara Patterson 55,88 m              |
| Heptathlon                  | Sharon Day 6 550 pts               | Bettie Wade 6 018 pts          | Erica Bougard 5 990 pts             |